# Anaperochernes debilis
Anaperochernes debilis är en spindeldjursart som beskrevs av Beier 1964. Anaperochernes debilis ingår i släktet Anaperochernes och familjen blindklokrypare. Inga underarter finns listade i Catalogue of Life.